# Петар Могила
Петар Могила био је епископ Цариградске патријаршије, митрополит Кијева, Галиције и све Русије и екзарх цариградског трона. Био је представник истакнутог молдавског владајућег рода Могила.
Захваљујући његовом раду обновљен је православни живот у Новој Русији и у древним храмовима Кијева из Кијевске Русије, укључујући Свету Софију. Године 1632. пољски краљ Владислав IV Васа признао је православље у Државној заједници Пољске и Литваније као sui iuris религију, изван унијата (Брестовска унија). Његовим трудом основан је 1615. године први руски теолошки универзитет при Кијевско-печерском манастиру (лаври)—Кијевска духовна академија.
Године 1632. изабран је за митрополита кијевског.
Могилине списе су, иако су били под знатним утицајем латинских теолога, православни епископи оценили прихватљивим на локалном сабору у Кијеву 1640. а 1642. године, сабор у Јашију у Молдавији,  уз саучествовање најстаријих шест патријаршија, одобрио је измењену верзију Могилиног исповедања вере.